# General Francisco J. Mújica, Campeche
General Francisco J. Mújica är en ort i Mexiko.   Den ligger i kommunen Candelaria och delstaten Campeche, i den sydöstra delen av landet, 900 km öster om huvudstaden Mexico City. General Francisco J. Mújica ligger 51 meter över havet och antalet invånare är 512.
Terrängen runt General Francisco J. Mújica är platt. Runt General Francisco J. Mújica är det glesbefolkat, med 11 invånare per kvadratkilometer. General Francisco J. Mújica är det största samhället i trakten. Trakten runt General Francisco J. Mújica består till största delen av jordbruksmark.